# Igreja Católica Bizantina Rutena
A Igreja Católica Bizantina Rutena, ou a Igreja Greco-Católica Rutena, é uma Igreja particular oriental sui iuris em comunhão com a Igreja Católica. Isto quer dizer que esta instituição, nunca abandonando as suas veneráveis tradições e ritos litúrgicos orientais, aceita a autoridade e primazia do Papa. Unida formal e oficialmente à Santa Sé em 1646, esta Igreja foi fruto de uma cisão ocorrida na Igreja Ortodoxa.
Atualmente, esta Igreja oriental católica conta com cerca de 600 mil fiéis, concentrados na sua esmagadora maioria nos EUA, na Ucrânia e na República Checa. O seu rito litúrgico é de tradição bizantina.

## História
Os católicos rutenos são descendentes daqueles que foram convertidos por São Cirilo e São Metódio no século IX. As suas raízes remontam para os rutenos que viviam na parte norte da cordilheira dos Cárpatos .
Os habitantes da região foram obrigados a se refugiarem nas montanhas pela invasão dos magiares no século X. Com a União de Uzhhorod em 1646, a Igreja Rutena, juntamente com a Igreja Greco-Católica Eslovaca, pôde reunir-se com o resto da Igreja Católica, mas sem ter que abandonar o seu rito bizantino e as suas tradições. Por isso, os bispos rutenos eram eleitos por um concílio composto por monges e por clérigos seculares. Depois de eleitos, precisam somente do reconhecimento e confirmação do Papa 
A região histórica da Igreja Rutena foi, em parte, incorporada na Checoslováquia depois da Primeira Guerra Mundial. A anexação da Checoslováquia à União Soviética, depois da Segunda Guerra Mundial, despoletou uma dolorosa perseguição dos católicos rutenos pelas autoridades comunistas. No entanto, desde o colapso do comunismo, a Igreja Católica Rutena tem assistido a um aumento do número de fiéis e sacerdotes na Europa de Leste .

## Atualidade
Actualmente, a Igreja Greco-Católica Rutena é composta pela arquieparquia metropolitana sui iuris de Pittsburgh (EUA)  - que supervisiona e tem como sufragâneas as eparquias de Parma  (1969), Passaic  (1963) e Van Nuys (1981) -, pela Eparquia de Mukachevo na Ucrânia (fundada em 1771 e imediatamente sujeita à Santa Sé)  e pelo Exarcado Apostólico da República Checa (fundada em 1996 e imediatamente sujeito à Santa Sé). O Exarcado dos Santos Cirilo e Metódio em Toronto, Canadá, originalmente pertencia à Igreja Católica Grega Eslovaca, mas em 2022, foi transferido para a jurisdição da Arqueparquia Metropolitana de Pittsburgh, tornando-se parte da Igreja Rutena também.
A Igreja Rutena não tem ainda uma estrutura organizacional e hierárquica muito bem definidas, por causa do desejo de alguns dos sacerdotes e fiéis da Eparquia de Mukachevo de fazerem parte da Igreja Greco-Católica Ucraniana . Por isso, o Arcebispo Metropolita de Pittsburgh, juntamente com o seu Concílio de Hierarcas , só tem jurisdição sobre os fiéis dos EUA, enquanto que os católicos rutenos da Ucrânia e da República Checa são governados, respectivamente, por um eparca e um exarca, que são directamente supervisionados pela Santa Sé.
- Sui juris (autogoverno)[9]

- Metrópole de Pittsburgh

O território canônico da metrópole inclui todos os Estados Unidos da América e o Canadá. Foi erigida como metrópole ( arquidiocese ) pelo Papa Paulo VI em 1969. O exarcado apostólico no Canadá serve aos greco-católicos eslovacos .
- Imediatamente sujeito à Santa Sé

- Eparquia Greco-Católica de Mukachevo na Ucrânia (1771)
- Exarcado Apostólico da Igreja Greco-Católica na República Checa (1996)